# Fuerzas especiales (película de 2011)
Forces spéciales (en español Fuerzas Especiales) es una película francesa dirigida por Stéphane Rybojad. La película muestra a un conjunto de soldados franceses de élite que van en una misión de rescate de rehenes desesperada en la zona de Afganistán/Pakistán.

## Historia
La periodista Elsa Casanova se encuentra en Kabul escribiendo un artículo acerca de Zaief y le pone el apodo de "el carnicero de Kabul".  Cuando Elsa pregunta a su informante Maina (quien le permite grabarla sin ocultar su rostro) que  por qué se arriesga dejándola grabarle el rostro Maina le dice que será la última vez que se vean y le advierte que Zaief quiere vengarse de ella, Elsa preocupada intenta detenerla pero no lo logra. Cuando su amigo Amin la llama intenta convencer a Elsa de huir del país pero ella lo convence de ir a buscar a Maina para salvarla de Zaief, pero cuando llegan ven a un grupo de mercenarios y huyen, Elsa logra encontrarse con Salemani para preguntarle por Maina pero es emboscada por los hombres de Zaief, Amin logra encontrarla y huyen pero rápidamente son emboscados y capturados. Una vez capturados Elsa le pide disculpas a Amin por no haberle hecho caso cuando le pidió que huyera del país, Amin le dice que no su culpa y que no muestre miedo cuando esté frente a Zaief, cuando Elsa es llevada ante él Zaief intenta que ella lea sus cumplidos pero ella se niega, molesto por haber sido desafiado Zaief le pide a sus hombres que le traigan a Salemani y lo asesina cruelmente enfrente de Elsa, quien queda horrorizada por la muerte de su amigo.
Cuando el gobierno francés se entera del secuestro inmediatamente ordena un equipo de fuerzas especiales francesas conformado por el comandante Kovax, el capitán Tic-Tac, el capitán Lucas, Víctor, Marius y el nuevo francotirador Elías son enviados para realizar un reconocimiento del lugar, mientras se reúnen Kovax pregunta si alguien tiene una duda y cuando Lucas pregunta si Elsa era la periodista que no los quería en Afganistán Kovax pregunta de nuevo si alguien tiene algo más que agregar Tic-Tac pregunta si es soltera, 12 horas más tarde cuando Zaief publica en la red la espantosa muerte de Salemani las órdenes cambian de reconocimiento a rescate.
Cuando llegan rápidamente encuentran el escondite de Zaief en Pakistán y una vez ahí observan la ejecución de varios hombres entre ellos Maina, el equipo se pone en acción y logran rescatar a Elsa y Amin, sin embargo cuando intentan salir son atacados por los hombres de Zaief, el equipo se enfrente con los mercenarios y Marius recibe un disparo en el brazo, cuando se retiran Tic-Tac detona una bomba que les permite huir, una vez lejos del peligro se dan cuenta de que sus radios portátiles no sirven luego de recibir impactos de bala y no tienen como comunicarse con su base, Víctor atiende a Marius y Elsa le sutura el brazo, cuando Tic-Tac manda la señal de alarma, el comandante Guezennec se da cuenta de que el grupo está a 22 kilómetros lejos del punto de extracción, el equipo se dirige al punto de extracción sin embargo los helicópteros.
Durante el segundo día cuando el grupo se da cuenta de que el rescate no va a suceder deciden ir por el paso de Khyber con el objetivo de llegar a su base en Afganistán a pie. En el camino Elsa platicá con los soldados y cuando habla con Tic-Tac y le pregunta si está casado él le dice que ya no lo está, cuando Elsa habla con Elías este le dice que lo último que hizo Maina antes de morir fue subirse la burka y sonreírle a sus asesinos, durante la noche mientras se dirigen a las montañas los hombres de Zaief los encuentran y los atacan pero el equipo logra salir con vida. 
Durante el tercer día Marius recupera un arma y cuando Kovax le pregunta a Elsa si Amin es de fiar ella le contesta que toda su familia había sido asesinada por talibanes, Kovax confía en Elsa y le dan un arma a Amin, cuando Tic-Tac le pregunta a Elsa por qué la quería Zaief, ella le dice que todo se debe a que para Zief se volvió un asunto personal cuando ella lo humilló frente a sus hombres y que por esto él haría todo para recuperarla. El grupo harto de huir de los terroristas deciden atacar a los mercenarios logrando que retrocedan.
Durante el cuarto día el equipo encuentra un pueblo y son aceptados cuando Elsa y Elías piden hospitalidad. El grupo come y toma agua, cuando Kovax pregunta por los niños del pueblo Amin les dice que diecisiete niños habían sido llevados a la fuerza por los talibanes para entrenarlos. Mientras el grupo se divierte con los lugareños Marius es asesinado por un francotirador, el grupo se cubre pero Víctor desesperado intenta llegar al cuerpo de Marius para sacarlo de la línea de fuego, mientras Kovax intenta proteger a Víctor, Elías logra encontrar al francotirador y lo mata, luego de matar a los mercenarios el grupo junto a los aldeanos realizan una ceremonia para Marius y lo entierra bajo tierra.
Durante el quinto día el grupo avanza por las montañas pero cuando Amin le dice a Kovax que él va a quedarse y regresar a la aldea para proteger a los habitantes, Kovax le ordena A Lucas quien desde el inicio se había mostrado hostil con Elsa quedarse con ella, mientras los demás regresaban a la aldea con Amin, una vez ahí Zaief comienza a ejecutar a varios habitantes y cuando encuentra a Amin le dispara por la espalda y lo mata, mientras tanto Lucas le pide disculpas a Elsa por su comportamiento. El grupo se enfrenta de nuevo con los hombres de Zaief, mientras les disparan Víctor le dice a Elías que ama su trabajo, cuando se separan Elías encuentra a Amin muerto y Víctor recibe una disparó en el pecho, cuando Lucas lo encuentra lo ayuda a salir y cuando se reúnen Elías le dice a Kovax que se va a quedar para cubrirlos y así darles ventaja de poder huir y mientras el grupo se dirige a las montañas Elías logra que varios de los mercenarios lo sigan. Mientras tanto Víctor, Kovax, Lucas, Tic-Tac y Elsa pronto se encuentran con una tormenta de nieve en las montañas, Víctor les pide a sus amigos que lo dejen morir pero ellos no lo dejan y continúan avanzando.
Durante el sexto día después de huir por varias horas Elías finalmente es asesinado luego de recibir varios impactos de bala, mientras Elsa cuida a Víctor este le dice que la esposa de Tic-Tac había muerto nueve años atrás y que quería ver feliz a su amigo con Elsa.
Durante el séptimo día Víctor finalmente muere por sus heridas y por el frío, el grupo se despide de él y lo entierra en una tumba de nieve, Lucas tiene un enfrentamiento con Kovax cuando le pregunta cuántos muertes necesita para darse cuenta de que la ayuda no va a llegar, Elsa logra separarlos, cuando Kovax le pregunta si tiene hijos y ella le dice que no él le dice que va a llevarla a casa donde podrá formar una familia y luego le dice a Lucas que su novia estaba embarazada y que tenía que luchar por sobrevivir. El grupo sigue avanzando por la nieve y cuando Tic-Tac le dice a Elsa que él tampoco tiene hijos ella le pregunta si le está haciendo una proposición y Tic-Tac le dice que le gustaría salir con ella.
En el octavo día Elsa se desmaya y cuando el grupo la revisa ve que está muy malherida, Lucas se da cuenta de que había estado así por días y cuando pregunta porqué no había dicho nada Kovax le dice que por respeto y Lucas comienza a admirarla, Tic-Tac la cura y el grupo sigue su camino. Tic-Tac le dice a Kovax que antes de morir Víctor le había dicho que amaba su trabajo.
Durante el noveno día el grupo se turna para cargar a Elsa, cuando le toca a Kovax y le pregunta porqué eligió un país tan peligroso para visitar ella le dice que le parecía un lugar interesante por lo que Kovax le dice que la próxima vez escoja Holanda y cuando Elsa le pregunta porqué él le dice "por que es plana" (ya que no tenía montañas ni piedras como Afganistán). Cuando Lucas la ayuda y le pregunta cómo había acabado en Kabul ella le dice que si no era ahí era en Holanda y cuando Lucas le dice que Holanda era mejor ambos se ríen cuando ella le dice que lo sabía "por ser plana", finalmente cuando Tic-Tac la cuida la invita a salir y le dice que va a llevarla a un restaurante italiano cuando salgan de ahí.
Mientras siguen avanzando ya fatigados Tic-Tac se da cuenta de que los siguen y le ordena a Elsa que se esconda, durante el enfrentamiento Tic-Tac recibe un disparo en la pierna y Lucas un disparo en el cuello, Zaief encuentra a Elsa y la persigue, cuando ella resbala Zaief le dice que ella no decide su destino y la somete, finalmente Tic-Tac y Kovax logran matar a todos los mercenarios y cuando Zaief aparece Kovax lo mata, Kovax corre con Lucas para intentar salvarlo mientras que Elsa atiende a Tic-Tac, sin embargo Lucas no lo logra y muere; el grupo es ayudado por dos locales a armar una tumba de piedras para Lucas.
Durante el décimo día y con un camino todavía largo por recorrer y más cerca de Afganistán el grupo es sorprendido por una avalancha de escombros, Elsa y Tic-Tac logran protegerse pero Kovax se rompe una pierna, ambos soldados al darse cuenta de que solamente le estorbarían a Elsa le piden que se vaya sin ellos, Tic Tac le da un arma para que se proteja y Kovax le da un brújula y le dice que siempre vaya hacia el oeste, Elsa no quiere dejarlos. pero después de insistirle varias veces ella acepta cuando le dicen que no deje que las muertes de Lucas, Elías, Víctor, Marius y Amin hayan sido en vano, antes de irse Elsa se despide de Kovax y besa a Tic-Tac, mientras ambos la ven irse Tic-Tac le dice a Kovax que la ama. 
Durante el decimoprimer día Elsa logra salir de la montaña pero se desmaya por agotamiento severo, sin embargo es encontrada y llevada a un hospital.
Durante el décimo segundo día uno de los hombres del almirante Guezennec le aviso que habían encontrado a Elsa viva, en el aeropuerto cuando miembros del consulado francés intentan llevarla a París, ella se niega a irse de Kabul y les dice que quiere quedarse y buscar a Tic-Tac y a Kovax, cuando Guezennec llega le pregunta si quería volar ella le dice que sí, Guezennec la carga de su silla y mientras la sube al helicóptero militar Elsa le agradece, juntos comienzan a buscar a Kovax y a Tic-Tac y finalmente los encuentran vivos y los rescatan.

## Reparto

### Personajes Principales
- Djimon Hounsou como el comandante Kovax, uno de los miembro del grupo de las fuerzas especiales francesas.
- Diane Kruger como Elsa Casanova, una periodista francesa que es secuestrada por Ahmed. Elsa es el interés romántico de Tic-Tac.
- Benoît Magimel como el capitán Tic-Tac, uno de los miembro del grupo de las fuerzas especiales francesas, Tic-Tac es el encargado de los explosivos.
- Denis Ménochet como el capitán Lucas, uno de los miembro del grupo de las fuerzas especiales francesas.
- Raphaël Personnaz como Elias, el nuevo francotirador del grupo de las fuerzas especiales.
- Alain Figlarz como Victor, uno de los miembro del grupo de las fuerzas especiales francesas.
- Alain Alivon como Marius, uno de los miembro del grupo de las fuerzas especiales francesas.
- Mehdi Nebbou como Amin, un amigo de Elsa.
- Raz Degan como Ahmed Zaief, el impredecible líder talibán que secuestra a Elsa y Amin.
- Tchéky Karyo como el almirante Guezennec, jefe y comandante de operaciones especiales, apostado en el portaaviones Charles de Gualle.

### Personajes Secundarios
- Morjana Alaoui como Maina, la mujer que Elsa entrevista y quien le revela a Elsa que cuando era pequeña ella había sido vendida a la familia de Zaief.
- Greg Fromentin como Salemani, un amigo de Elsa en Afganistán que es asesinado por Ahmed.
- Said Said Kamolidinov como Oakley, uno de los hombres de Zaief.
- Nurullo Abdullayev como Mollah Zukhan, el jefe espiritual talibán.
- Bernard Allouf como el presidente de la república francesa
- Jean-Paul Dubois como el ministro de defensa.
- Antoine Blanquefort como el ministro de las relaciones exteriores.
- Marine Faure como la presidenta de gobierno.
- Didier Flamand como Jacques Beauregard, el jefe de la redacción donde trabaja Elsa
- Anne Caillon como Jeanne, la esposa de Kovax.
- Isabelle Vitari como Lisa, la novia embarazada de Lucas.
- Denis Braccini como Dragan Milevic, criminal de guerra.
- Elsa Levy como Claire, una periodista que trabaja en la misma lugar de redacción que Elsa.

## Premios y nominaciones
| Año  | Categoría                                | Premio      | Nominado | Resultado |
| ---- | ---------------------------------------- | ----------- | -------- | --------- |
| 2013 | Outstanding International Motion Picture | Image Award | -        | Nominado  |

## Producción
La película fue filmada en Francia, Yibuti y Tayikistán. 
La película francesa de guerra y aventura fue dirigida por Stéphane Rybojad y protagonizada por Diane Kruger, Djimon Hounsou, Benoît Magimel, Mehdi Nebbou y Tchéky Karyo. El idioma en la película es principalmente en francés con breves escenas en inglés y persa.

### Emisión en otros países
| País   | Cadenas   | Fecha de Inicio | Fecha de Finalización |
| ------ | --------- | --------------- | --------------------- |
| México | Golden HD | 2017            | -                     |